# Januari 2008
Dit artikel geeft een chronologisch overzicht van alle belangrijke gebeurtenissen per dag in de maand januari van het jaar 2008.

## Gebeurtenissen

### 1 januari
- Cyprus en Malta stappen over op de euro. De eurozone beslaat daardoor voortaan achttien landen. Het Cypriotische pond en de Maltese lira blijven in januari 2008 nog naast de euro in gebruik.
- In veel landen in de Europese Unie geldt vanaf deze datum een rookverbod in de horeca, onder meer in Frankrijk en in grote delen van Duitsland en Portugal.
- Oud en nieuw verloopt in de noordelijke en oostelijke delen van Nederland merkwaardig: door extreem dichte mist (lokaal met zicht minder dan één meter) is in onder meer Gelderland het (vrijwel onzichtbare) vuurwerk om 00.30 uur alweer grotendeels voorbij.

### 2 januari
- Op de termijnmarkt in New York bereikt een vat aardolie (159 liter) voor het eerst de prijs van 100 dollar. Door dit record dalen de Dow Jones en de NASDAQ flink.
- Goud bereikt een recordprijs van ongeveer 860 dollar per ounce (31,1 gram); het vorige record dateert uit januari 1980. Ook platina bereikt met een prijs van 1543 dollar per ounce een record.

### 3 januari
- Bij de eerste voorverkiezingen voor de Amerikaanse presidentsverkiezingen van 2008 in Iowa, wint Barack Obama bij de Democraten en Mike Huckabee bij de Republikeinen.
- Het Britse farmaceutische bedrijf GlaxoSmithKline heeft een vaccin tegen het vogelgriepvirus H5N1 ontwikkeld, zo wordt na tests op fretten in het Rotterdamse Erasmus MC bekendgemaakt.
- Het Belgische Hof van Cassatie herroept een op het gelijkheidsbeginsel gebaseerde uitspraak van 21 maart 2006 van het Brusselse Hof van Beroep dat een gelijke spreiding van de nachtvluchten op Brussels Airport over de gewesten inhield. Er zou zijn getornd aan de scheiding der machten en aan de beleidsvrijheid van de uitvoerende macht.

### 4 januari
- Op de aandeelhoudersvergadering van het Nederlandse industriële concern Stork wordt besloten het grootste deel van het bedrijf voor 1,5 miljard over te doen aan de Britse private-equityfirma Candover. Uitzondering is het voedingsdeel, dat voor 415 miljoen euro aan het IJslandse Marel wordt verkocht.
- Na onder meer de moord op Kerstavond op vier Franse toeristen in Mauritanië wordt de rally van Dakar omwille van veiligheidsredenen voor het eerst in haar dertigjarig bestaan afgelast. De organisatoren zijn beducht voor politieke spanningen en terroristische dreigingen in het Noord-Afrikaanse land.

### 5 januari
- Micheil Saakasjvili, president van Georgië, wint met ongeveer 53 procent van de stemmen de presidentsverkiezingen. Hij krijgt hiermee een nieuw mandaat nadat hij in najaar 2007 naar aanleiding van protesten vervroegde verkiezingen uitriep. De oppositie is het niet met de uitslag eens en bestempelt de verkiezingsgang als frauduleus en intimiderend.

### 6 januari
- Op diverse plekken op het noordelijk halfrond heeft de winter de afgelopen week zeer hard toegeslagen. Zowel aan de westkust van de Verenigde Staten, in de Alpenlanden, in Zuidoost-Europa en in Iran sneeuwt het hevig. Zo worden in Bulgarije zeer lage temperaturen gemeten en komen in Oostenrijk negen personen door lawines om het leven.

### 7 januari
- De Staten van de Nederlandse Antillen willen geen overleg voeren met een Nederlandse parlementaire delegatie omdat delegatie- en Tweede Kamerlid voor de PVV Hero Brinkman de Nederlandse Antillen en Aruba bij herhaling "een corrupt boevennest" heeft genoemd en daarvoor geen verontschuldigingen wil aanbieden. In een motie ontzeggen de Staten hem de toegang.

### 8 januari
- In de strijd om de kandidatuur voor de Amerikaanse presidentsverkiezingen wint Hillary Clinton bij de Democraten tegen de verwachting in de voorverkiezing van New Hampshire. Barack Obama wordt tweede. John McCain wint bij de Republikeinen.Wikinieuws
- Het onderzoek naar aanleiding van het foutief gebruiken van een prikpen in de Van Mesdagkliniek in Groningen heeft vijf hepatitis B- en hepatitis C-besmettingen aan het licht doen komen bij patiënten. Het is niet zeker of de patiënten besmet zijn door de prikpen of op een andere manier.
- Twee Duitse hackers hebben de werking van de chip in de OV-chipkaart ontdekt. Daardoor is de huidige chipkaarttechnologie waardeloos geworden en komt de invoering van de OV-chipkaart op losse schroeven te staan.
- Op de A13 bij Delft ontploft een autobom. Doelwit is de bestuurder, een Haagse crimineel. Hij overleeft de aanslag maar is wel behoorlijk gewond.

### 9 januari
- De rechtbank in Zwolle verklaart thuiswinkelbedrijf Tel Sell failliet, nadat op 8 januari bekend was geworden dat het bedrijf in grote financiële moeilijkheden verkeerde.

### 10 januari
- Door bemiddeling van de Venezolaanse president Hugo Chávez worden twee prominente gijzelaars van de Colombiaanse rebellenbeweging FARC vrijgelaten. Het betreft de politici Clara Rojas, medewerkster van de ontvoerde presidentskandidate Íngrid Betancourt, en Consuelo González.

### 12 januari
- Tijdens een verkenningstocht in de avond in de Afghaanse provincie Uruzgan komen twee Nederlandse militairen van de Task Force Uruzgan door eigen vuur om het leven. Later treft twee Afghaanse militairen hetzelfde lot.

### 14 januari
- Israël en de Fatah-regering van de Palestijnse president Mahmoud Abbas van de Westelijke Jordaanoever hervatten de vredesbesprekingen. De vorige dateren van 2001. De Palestijnse tegenregering van Hamas in de Gazastrook is hier faliekant tegen.

### 15 januari
- De Amerikaanse Citigroup, 's werelds grootste bankconcern, zegt in de laatste drie maanden van 2007 netto 9,83 miljard dollar te hebben verloren als gevolg van de problemen op de thuismarkt voor hypotheken. Beurzen overal ter wereld reageren met forse koersdalingen.
- Bij een Israëlische vergelding van Palestijnse raketbeschietingen in de Gazastrook vinden zeker zestien Palestijnen de dood. De meesten van hen behoren tot de gewapende arm van Hamas; onder hen ook een zoon van Hamas-voorman Mahmoud Zahar. Hamas schiet daarop een Ecuadoreaanse kibboetsvrijwilliger dood.
- De geplande Nederlandse OV-chipkaart komt opnieuw onder vuur. Nijmeegse studenten weten de niet-permanente, papieren variant ervan te kraken en vervolgens naar believen te kopiëren. Helemaal los daarvan zou het Amsterdamse vervoerbedrijf GVB volgens het College Bescherming Persoonsgegevens de wet op de privacy schenden door te veel gegevens van chipkaartgebruikers op te slaan.

### 16 januari
- Een Parijse rechtbank veroordeelt de Franse oliemaatschappij Total plus drie andere, uit Italië afkomstige betrokkenen tot het betalen van een schadevergoeding van 192 miljoen euro aan gedupeerden van de door de olietanker Erika in december 1999 voor de kust van Bretagne veroorzaakte milieuramp.
- De NASA-ruimtesonde MESSENGER zendt de eerste beelden van de voor ons niet zichtbare zijde van Mercurius naar de aarde. NASA heeft de ruimtereis van MESSENGER zo ingericht dat de sonde in 2011 in een vaste omloopbaan rond de binnenste planeet van het zonnestelsel geraakt.

### 17 januari
- De Duitse publieke omroep ARD herroept haar berichten van 15 januari en biedt de betrokken sporters haar verontschuldigingen aan. ARD had beweerd dat de wielrenners Michael Boogerd, Michael Rasmussen, Denis Mensjov en Georg Totschnig bloeddoping-klanten zijn van een Weens laboratorium.

### 18 januari
- In Jemen komen drie mensen om, onder wie twee Vlaamse vrouwen, wanneer een konvooi van vijftien toeristen ten oosten van de hoofdstad Sanaa, in de provincie Hadramaut, wordt beschoten. Zie Aanval op toeristen in Jemen in 2008.

### 19 januari
- Bij de voorverkiezingen van de Amerikaanse presidentsverkiezingen wint bij de Republikeinen Mitt Romney in Nevada en John McCain in South Carolina. De Democraten stemmen alleen in Nevada. Hillary Clinton krijgt de meeste stemmen, maar Barack Obama de meeste afgevaardigden.

### 21 januari
- India lanceert een Israëlische spionagesatelliet. Met deze geavanceerde TecSAR-satelliet wil Israël militaire en nucleaire handelingen van vijand Iran volgen.
- Uit angst voor een mogelijke recessie in de VS vallen overal ter wereld de effectenbeurzen aanzienlijk terug; in Europa met gemiddeld ruim zes procent. In Nederland zakt de AEX met 6,14 procent naar 422,45 punten: de grootste daling sinds de aanslagen op 11 september 2001.

### 22 januari
- De Federal Reserve komt met een uitzonderlijke verlaging van de rente. De federal funds rate wordt met 0,75 procentpunt tot 3,5 procent teruggebracht in de hoop zodoende de door de kredietcrisis veroorzaakte wereldwijde koersval te temperen en een dreigende recessie te voorkomen.
- Heath Ledger overlijdt op 28-jarige leeftijd aan een acute vergiftiging door een combinatie van opiaten en benzodiazepinen die waren voorgeschreven door zijn dokter.

### 23 januari
- Het burgemeestersreferendum in Eindhoven blijft met een opkomst van 24,6 procent ruim vijf procent onder de kiesdrempel. Van de beide PvdA-kandidaten kreeg Rob van Gijzel 68,5% en Leen Verbeek 31,5% van de uitgebrachte stemmen. De gemeenteraad moet er daarom aan te pas komen. Deze kiest voor Rob van Gijzel, die aan De Kroon als burgemeester zal worden voorgedragen.
- Het Universitair Medisch Centrum Utrecht maakt bekend dat in de jaren 2004 tot en met 2007 in totaal 33 patiënten die leden aan een ernstige vorm van alvleesklierontsteking bij deelname aan een medisch onderzoek naar een nieuw probiotica-medicijn zijn overleden: 24 uit de groep die het medicijn wél en 9 uit de controlegroep die het medicijn niet werd toegediend.

### 24 januari
- De Italiaanse regering onder Romano Prodi komt met 161 tegen 156 stemmen in de Senaat ten val. De premier dient daarop zijn ontslag in bij president Napolitano. De regeringscrisis was ontstaan na het aftreden van justitieminister Clemente Mastella, die verdacht werd van corruptie en afpersing.
- Een van de grootste Franse banken, de Société Générale, maakt bekend dat ze slachtoffer is geworden van fraude door een eigen handelaar. De bank ontdekte dat de handelaar, Jérôme Kerviel (31), heimelijk posities op Europese index-futures had ingenomen, die haar 4,9 miljard euro bruto zullen kosten.

### 26 januari
- In de Democratische voorverkiezing voor de Amerikaanse presidentsverkiezingen in South Carolina wint Barack Obama met een duidelijke voorsprong op Hillary Clinton.

### 27 januari
- Israël hervat de brandstofleveranties aan de Gazastrook nadat honderdduizenden Palestijnen door de grensafscheiding waren gegaan om inkopen te doen in het Egyptische deel van Rafah. Hamasleden hadden deze grensafscheiding eerder gedeeltelijk vernield.
- Na een kort ziekbed overlijdt oud-president Soeharto (86) van Indonesië. Van 1967 tot 1998 regeerde hij Indonesië op autoritaire wijze.
- De Servische tennisser Novak Đoković wint op de Australian Open zijn eerste grandslam. Een dag eerder wint de Russische Maria Sjarapova bij de dames, wat haar derde grandslamzege betekent.
- In Lillehammer behalen de Deense handballers voor de eerste keer de Europese titel door in de finale Kroatië met 24-20 te verslaan.

### 29 januari
- De Republikeinse voorverkiezing voor de Amerikaanse presidentsverkiezingen in de staat Florida wordt gewonnen door John McCain voor Mitt Romney.
- De moord op de vredestichtende politicus Mugabe Were leidt tot verheviging van de etnische rellen in Kenia, in het bijzonder in de stad Kisumu.

### 30 januari
- De internationale kredietcrisis breidt zich uit doordat kredietbeoordelaar Standard & Poor's voor ruim een half biljoen dollar duizenden financiële producten, zoals obligatieleningen, afwaardeert.
- De Israëlische commissie-Winograd komt met haar eindrapport over de Israëlisch-Libanese Oorlog van 2006, waarin vooral het Israëlische leger de nodige verwijten krijgt.
- John Edwards en Rudy Giuliani stappen uit de verkiezingsrace om het Amerikaanse presidentschap. Wikinieuws
- De Nederlandse Europarlementariër Paul van Buitenen kondigt aan dat hij zijn partij Europa Transparant gaat opheffen. Hij wil zich aansluiten bij de fractie van de ChristenUnie.
- Na op 22 januari de rente reeds met 0,75 procentpunt te hebben verlaagd, brengt de Federal Reserve ditmaal de federal funds rate met 0,5 procentpunt naar beneden. Zij hoopt hiermee een recessie in de Verenigde Staten te voorkomen.

<< · januari · februari · maart · april · mei · juni · juli · augustus · september · oktober · november · december · >>